# 德米特里夫卡 (沃茲涅先斯克區)
47°25′44″N 31°29′2″E / 47.42889°N 31.48389°E
德米特里夫卡（烏克蘭語：Дмитрівка）是位於烏克蘭南部尼古拉耶夫州裏沃茲涅先斯克區的村莊，面積1.2平方公里，海拔高度3米，2001年人口607，人口密度每平方公里505.8人。